# Groupe des 184
O Groupe des 184 (Grupo dos 184) foi um coletivo político haitiano criado em 2003, reunindo associações e uma certa elite formada por empresários e funcionários de diversos setores da sociedade haitiana, desde negócios e economia até mídia e educação, hostis ao presidente Jean-Bertrand Aristide e seu partido político Fanmi Lavalas. O coordenador dessa coalizão de 184 organizações da sociedade civil foi André Apaid, empresário haitiano-americano, seu pai era apoiador do regime Duvalier.
Os membros do Grupo dos 184 desempenharam um papel importante nas mobilizações que levaram à queda do ex-presidente Jean-Bertrand Aristide em fevereiro de 2004. O grupo dispunha de recursos financeiros significativos e lobby efetivo junto a várias embaixadas estrangeiras em Porto Príncipe.
Quando foi fundado, o grupo estava intimamente associado ao International Republican Institute, fundação política ligada ao Partido Republicano e ao governo de George W. Bush, e ao Haiti Democracy Project (HDP) criado pela embaixada estadunidense.